# 德拉甘·姆拉德诺维奇
德拉甘·姆拉德诺维奇（羅馬化：Dragan Mladenović，1956年3月29日—），塞尔维亚男子手球运动员。他曾代表南斯拉夫国家队参加1984年夏季奥林匹克运动会手球比赛，获得一枚金牌。